# 松岡瞬
松岡 瞬（まつおか しゅん、1981年5月31日 – ）は、日本の男性総合格闘家、TikToker。
リングネームは「殺戮のアウトロー」。
入場曲はZEEBRAのNeva Enuff feat.AKTION。
福岡県北九州市出身。大分県津久見市育ち。元北部九州地下格闘技ライト級、ウェルター級2階級王者。トライフォース赤坂所属。

## 来歴
幼少期は福岡県北九州市で過ごすが、両親の離婚を機に大分県津久見市に移住。少年時代は少年野球、相撲を習って身体を鍛える。津久見市立日代中学校卒業後、大分県立津久見高等学校へ進学。エースとして野球部で頭角を表して地区大会優勝に導くほどの腕前。スポーツ推薦で第一経済大学スポーツ特待生入学したが、忘年会で同期生が先輩部員に暴行されているのを見逃せず、その先輩部員数名に1人で立ち向かい乱闘事件を起こし退部。翌年に先輩部員ら数名が報復に来るが全員返り討ちにして警察沙汰となり退学処分。福岡天神にてフリーター生活を送りながら親富孝通りで無法者のカラーギャング狩りの副ヘッドとしてストリートファイトに明け暮れる日々を送る。その後、日韓ワールドカップで騒ぐ外国人と乱闘、暴行事件により、1年間の保護観察処分となる。美容専門学校卒業後は美容師を志すが薬品アレルギーのために挫折。乱闘事件を度々起こす為、母親の勧めで格闘技を始める。パラエストラ博多に入門。「小次郎」名義で久留米市の地下格闘技団体・天下一への参戦を経て、北部九州地区で開かれる格闘技大会へ次々と参戦し実績を残していく。
2021年
中洲でバーテンダー、ホストなどの水商売を経てリフォーム営業として働き始め格闘技から一時離れるたが転職を機に再び、格闘家の道を志す。岡山市内の格闘技ジムゼロ戦クラブに入門。同年11月にアマチュア大会に出場し1RTKO勝利で復帰戦を飾る。
2022年
2月、業務上横領及び暴行傷害容疑で逮捕、勾留される。業務上横領は不起訴、暴行傷害で執行猶予4年の判決。暴行傷害は会社役員の男性が女性スタッフが頭を叩かれ突き飛ばされるのを目の前で見てしまい、カッとなってやってしまったとのこと。会社役員の男性は顎と鼻の骨を折る重傷。
10月23日、プロ転向。韓国の格闘技団体に参戦し1RTKO勝ち。プロ初勝利と共に自身初のグラップラーからの勝利。

## 人物・エピソード
- 好きな食べ物は肉と蟹、嫌いな食べ物はトマト、
- 好きな女性のタイプはギャルで、気が強く、負けず嫌いな人。
- 吉本興業のお笑いコンビ パタパタママの「しもにー」こと下畑博文と親交があり、リングネームの「小次郎」の名付け親。
- 趣味はキャンプ、カラオケ、読書。東野圭吾シリーズを70冊以上持っている。
- 野球部時代、MAX148キロ投げていた。右投げ両打ち。
- 朝倉未来が好き過ぎてアパレルブランド・マタンアヴニールを愛用しており、オンラインサロンの強者理論にも加入している。
- 25歳の時に買ったアメ車のリンカーンナビゲーターを2週間で廃車にし無い自動車のローンを4年間払い続けた。
- 顔に似合わず器用でギター、ドラム、ベース、キーボードなどの楽器演奏も出来る。
- 高校1年の時に唯一、タイマンで負けている。本人曰く手も足も出なかったとのこと。
- 高校1年、2年の時にスポーツテストで大分県総合1位になっている。

## 戦績

### プロ総合格闘技
| 総合格闘技 戦績 | 総合格闘技 戦績 | 総合格闘技 戦績 | 総合格闘技 戦績 | 総合格闘技 戦績 | 総合格闘技 戦績 | 総合格闘技 戦績 |
| --------------- | --------------- | --------------- | --------------- | --------------- | --------------- | --------------- |
| 1 試合          | (T)KO           | 一本            | 判定            | その他          | 引き分け        | 無効試合        |
| 1 勝            | 1               | 0               | 0               | 0               | 0               | 0               |
| 0 敗            | 0               | 0               | 0               | 0               | 0               | 0               |

| 勝敗 | 対戦相手           | 試合結果                       | 大会名                        | 開催年月日     |
| -    | キム・チャン・ビン | 試合前                         | Angel'sFightingChampionship22 | 2022年12月30日 |
| ○    | イ・ジン・ヨン     | 1R 1:13 KO （膝蹴り→パウンド） | ANGEL HERO'S 06               | 2022年10月22日 |